# 消防庁長官表彰特別功労章
消防庁長官表彰特別功労章(しょうぼうちようちようかんひようしょうとくべつこうろうしよう)は、日本の消防庁長官が功労ある消防吏員または消防団員を表彰するために授与する表彰記章のこと。消防に関する表彰としては勲章・褒章などの栄典に準じ、最も栄誉あるもののひとつである。
当該記章は、総務省消防庁が定める消防表彰規程（昭和37年消防庁告示第1号）第4条第1項第1号及び第2項を根拠規定とし、功労抜群で他の模範となると認められる消防職員、消防団員、都道府県航空消防隊職員、消防庁職員がその表彰対象とされる。同特別功労章は消防庁長官名により授与することを明記した章記とともに授与される。表彰要件はこれらの職団員のうち、災害において消防作業に従事し、その功労顕著なもの、或いは国際緊急援助隊の派遣に関する法律（昭和62年法律第93号）に基づく国際緊急援助活動又は災害における消防活動に従事し、その功労顕著な者とされ、随時表彰において授与される。
消防庁長官表彰特別功労章の制式即ち形容は、その他の消防庁長官表彰功労章、その他永年勤続功労章と同じであり、金色の消防章を中心に金と銀と赤の装飾が特徴である。
同特別功労章は、受章者本人のみが佩用することができ、遺族はそれを保存することが出来る。本人が禁固または懲戒免職等の罰を受けた場合、消防庁はこれを返納させることが出来る。

## 類似の表彰記章
- 消防庁長官表彰功労章
- 消防庁長官表彰顕功章
- 消防庁長官表彰功績章
- 消防庁長官表彰永年勤続功労章
- 消防庁長官表彰国際協力功労章